# Дюкарев, Павел Григорьевич
Па́вел Григо́рьевич Дюкарев (5 мая 1926, д. Озерки, Старооскольский уезд, Курская губерния, СССР — 21 августа 1996 (по другим данным, 21 июля 1986), Южно-Сахалинск, Сахалинская область, Россия) — машинист экскаватора Южно-Сахалинского дорожно-строительного управления № 1, Герой Социалистического Труда (1971).

## Биография
Родился 5 мая 1926 года в деревне Озерки, Старооскольский уезд, Курская губерния (ныне Старооскольского городского округа Белгородской области).
В 1942 году в посёлке Тымовское Сахалинской области начал работать. В 1943—1950 годах служил в армии, после демобилизации около 30 лет проработал машинистом экскаватора Южно-Сахалинского дорожно-строительного управления № 1 Управления строительства автомобильных дорог Сахалинской области Министерства автомобильных дорог (до 1969 года — автомобильного транспорта и шоссейных дорог) РСФСР.
Планы 7-й (1959—1965), 8-й (1966—1970), 9-й (1971—1975), 10-й (1976—1980) пятилеток выполнял досрочно, в среднем за 3 года и 8 месяцев.
Указом Президиума Верховного Совета СССР от 4 мая 1971 года «за выдающиеся успехи, достигнутые в выполнении пятилетнего плана по строительству, ремонту и содержанию автомобильных дорог» удостоен звания Героя Социалистического Труда с вручением ордена Ленина и золотой медали «Серп и Молот».
Дипломант конкурса «Лучший по профессии» (1973). Автор более 10 рационализаторских предложений.
Проживал в Южно-Сахалинске, где скончался 21 августа 1996 года (по другим данным, 21 июля 1986 года), похоронен на местном кладбище № 2.
Неоднократно избирался депутатом Сахалинского областного Совета депутатов (1973—1985), членом Южно-Сахалинского горкома КПСС.
Награждён орденами Ленина (04.05.1971), Октябрьской Революции (28.02.1974), Трудового Красного Знамени (05.10.1966), медалями.